# Intersect Lake
Intersect Lake är en sjö i Algoma District i provinsen Ontario i den sydöstra delen av Kanada. Intersect Lake ligger 246 meter över havet. Sjön har sitt utlopp i öster och vattnet rinner i en båge norrut till Lake Duborne.